# 魏碑
魏碑 (Wei Stele) 是指南北朝时期北朝的碑刻书法作品。现存的魏碑书体都是楷书，因此有时也把这些楷书碑刻作品称为“魏楷”。魏碑原本也称北碑，在北朝相继的各个王朝中以北魏的立国时间最长，后来就用“魏碑”来指称包括东魏、西魏、北齐和北周在内的整个北朝的碑刻书法作品。这些碑刻作品主要是以“石碑”、“墓志铭”、“摩崖”和“造像记”的形式存在的。

## 代表作

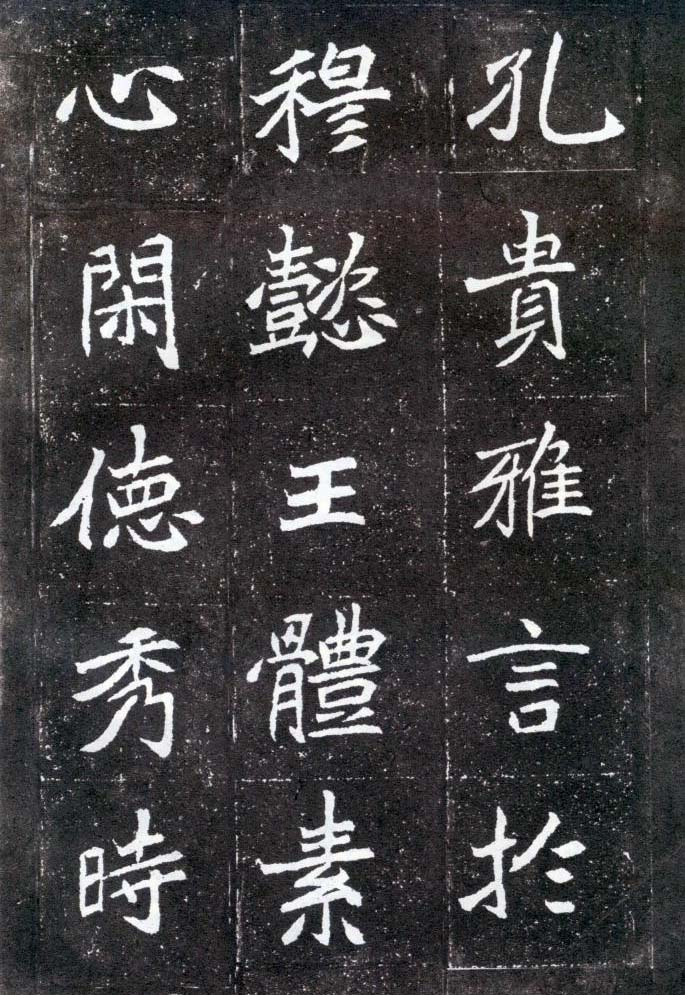
魏碑《元怀墓志》拓片局部

现存魏碑作品的数量巨大，仅仅发现于龙门石窟的造像记，就有数千方。这些作品良莠不齐，经过前人的整理，部分作品从中脱颖而出，被视为魏碑的代表作。
- 龙门二十品和龙门四品

“龙门二十品”是指在龙门石窟中发现的北魏时期二十方造像记，这些作品被认为是魏碑书法的代表作。清朝康有为在《广艺舟双楫》中首先提出了龙门二十品的篇目：
- 《比丘慧成爲亡父始平公造像題記》
- 《魏靈藏薛法紹造像題記》
- 《孫秋生劉起祖二百人等造像題記》
- 《楊大眼爲孝文皇帝造像題記》
- 《長樂王丘穆陵亮夫人尉遲爲亡息牛橛造像題記》
- 《一弗爲亡夫張元祖造像題記》
- 《北海王元祥造像題記》
- 《司馬解伯達造像題記》
- 《北海王國太妃高爲孫保造像題記》
- 《雲陽伯鄭長猷爲亡父母等造像題記》
- 《高樹解伯都卅二人等造像題記》
- 《比丘惠感爲亡父母造像題記》
- 《廣川王祖母太妃侯爲亡夫賀蘭汗造像題記》
- 《馬振拜等卅四人爲皇帝造像題記》
- 《廣川王祖母太妃侯造像題記》
- 《比丘法生爲孝文皇帝並北海王母子造像題記》
- 《安定王元燮爲亡祖等造像題記》
- 《齊郡王元祐造像題記》
- 《比丘尼慈香慧政造像題記》
- 《比丘道匠造像題記》

龙门石窟造像记数量多达数千方，其中最杰出的作品流传还有“四品”、“十品”、“二十四”、“三十品”等说法。例如上面列表的前四方造像记《比丘慧成爲亡父始平公造像題記》、《魏靈藏薛法紹造像題記》、《孫秋生劉起祖二百人等造像題記》和《楊大眼爲孝文皇帝造像題記》也合称“龙门四品”。
- 《郑文公碑》

这件摩崖是北魏书法家郑道昭的作品，历来为书家所重。清朝学者叶昌炽认为：“其笔力之健，可以刲犀兕，搏龙蛇，而游刃于虚，全以神运。唐初欧虞褚薛诸家，皆在笼罩之内，不独北朝第一，自有真书以来，一人而已。”
- 《张猛龙碑》

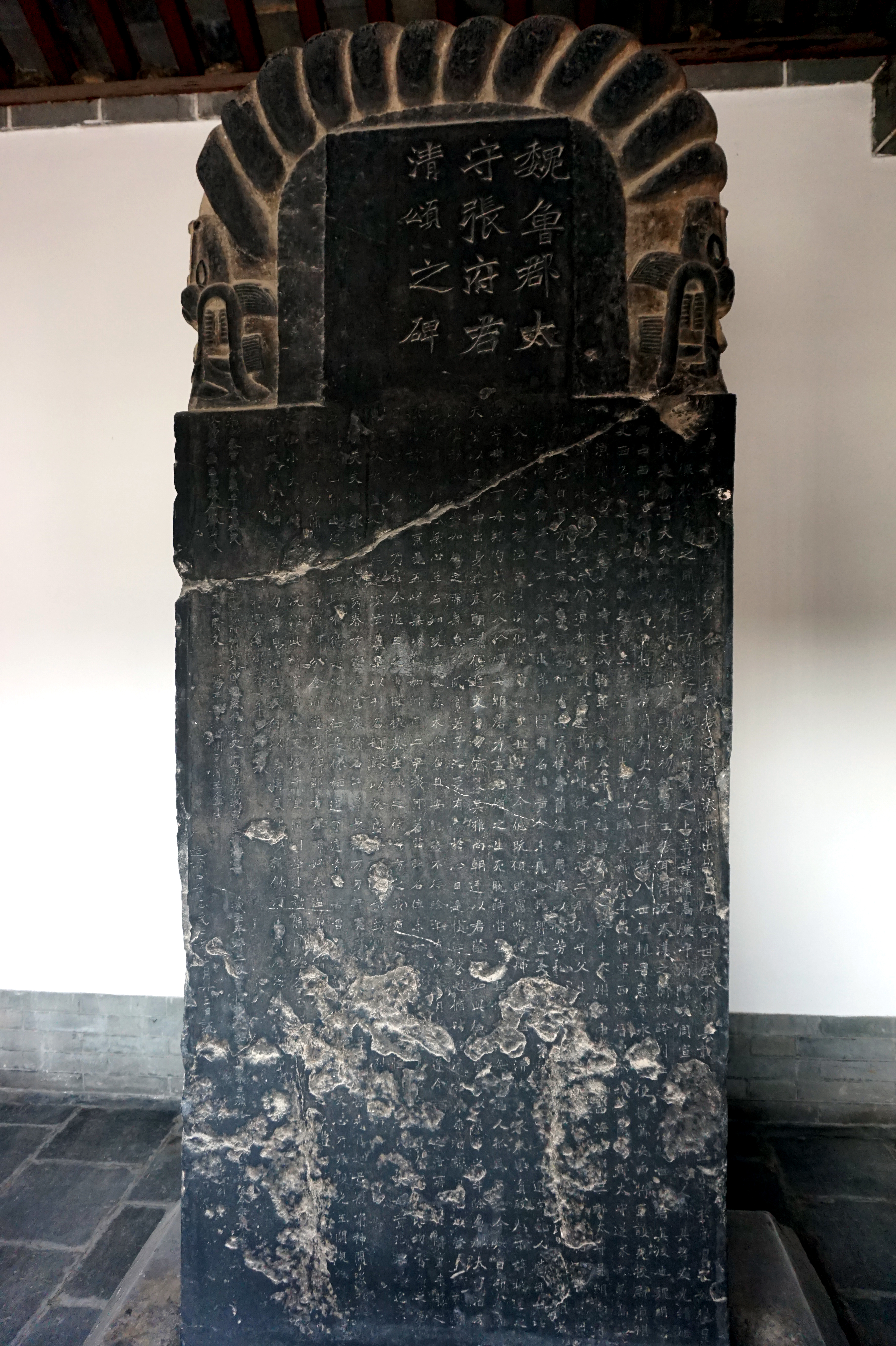
张猛龙碑，现藏曲阜三孔。

这件石碑也是备受书法家们的推崇。清朝学者杨守敬评论说：“书法潇洒古淡，奇正相生，六代所以高出唐人者以此。”认为这件魏碑作品的成就高于唐朝人。明朝金石考据学者赵函则指出：“正书虬健，已开欧、虞之门户。”认为唐朝书法家欧阳询和虞世南都深受此碑影响。

## 特点
魏碑是楷书的一种，魏楷和晋朝楷书、唐朝楷书并称三大楷书字体。魏碑表现出由隶书向典型的楷书发展过程中的一些过渡因素。魏晋之际已经有了楷书，钟繇的《宣示表》、王羲之的《黄庭经》等楷书作品已然是比较成熟的楷书，但是大批西晋知识分子随晋室南渡之后，北朝的书风就和南朝大异了。北朝现存的碑刻大多是民间无名氏书法家的作品，和南朝士大夫所谓“风流蕴藉”的书法风格自然不一样。钟繇和王羲之完成了部分由隶变楷的过程，由于晋室南渡，北魏的民间书法家们没有继承多少他们的成果，而是遵循原来民间书法的发展轨迹，更多地是直接从汉魏时期的隶书演变而来。和南朝碑刻相比，清朝书论家刘熙载认为“南书温雅，北书雄健”；与唐楷相比，唐楷注重法度，用笔和结体趋于规范统一，魏碑则用笔任意挥洒，结体因势赋形，不受拘束。
清朝康有为在《广艺舟双楫》中赞誉魏碑有“十美”：“古今之中，唯南碑与魏为可宗。可宗为何？曰有十美：一曰魄力雄强，二曰气象浑穆，三曰笔法跳越，四曰点画峻厚，五曰意态奇逸，六曰精神飞动，七曰兴趣酣足，八曰骨法洞达，九曰结构天成，十曰血肉丰美，是十美者，唯魏碑南碑有之。”

## 影响
魏碑被人们发现的时间较早，却一直没有引起人们重视。唐朝的书法家欧阳询和褚遂良的一些作品中，都能看出北朝碑刻对他们的影响。由于唐太宗李世民对王羲之书法的推崇，王书代表的晋朝书风在唐朝一代始终是主流。所以总体上，唐朝楷书继承的更多的是晋楷的传统，即使对魏碑有所取法，也大多是书法家个人的兴趣和风格所致，没能形成一种普遍学习魏碑的风气。
唐楷达到的高度及其法度严谨的特点，在一定程度上使得后人对楷书的修习变得程式化，楷书的面貌变得标准化，从而丧失创造力。结果，宋朝四位大书法家苏轼、黄庭坚、米芾和蔡襄，都没有可以和唐人比肩的楷书作品，而是把主要精力用于行书和草书的创作。到了明朝，由于科举取士的日益僵化，出现了一种称为“台阁体”的书风。“台阁体”楷书是科举考试规定的官方字体，追求美观、大方，同时也要求标准、规范。这种要求抑制了书法家的创作个性。清朝则进一步演变为“馆阁体”，更是受到“千人一面”的批评。

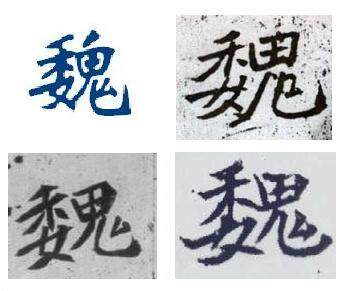
魏碑的手写字体和印刷体

清朝前期，金石文字学兴起，南北朝碑刻大量出土；在书法方面，人们也开始反思“馆阁体”的弊端。于是，到了嘉庆、道光年间，魏碑开始受到书法家和书法理论家的重视，其中鼓吹魏碑最力者早期有阮元和包世臣，后期有康有为。阮元写《北碑南贴论》和《南北书派论》，首倡“碑学”；包世臣著《艺舟双楫》，康有为著《广艺舟双楫》，一反宋朝以来对淳化阁帖的推崇，提出“尊碑抑贴”的观点。康有为在《广艺舟双楫》里面明确提出：“今日欲尊帖学，则翻之已坏，不得不尊碑；欲尚唐碑，则磨之已坏，不得不尊南、北朝碑。尊之者，非以其古也。笔画完好，精神流露，易于临摹，一也；可以考隶楷之变，二也；可以考后世之源流，三也；唐言结构，宋尚意态，六朝碑各体毕备，四也；笔法舒长刻人，雄奇角出，迎接不暇，实为唐、宋之所无有，五也。有是五者，不亦宜于尊乎！”此后碑学盛行，魏碑的价值得到普遍的承认，修习楷书的人除了取法“晋唐”，也有越来越多的人开始选择魏碑。

### 新魏体

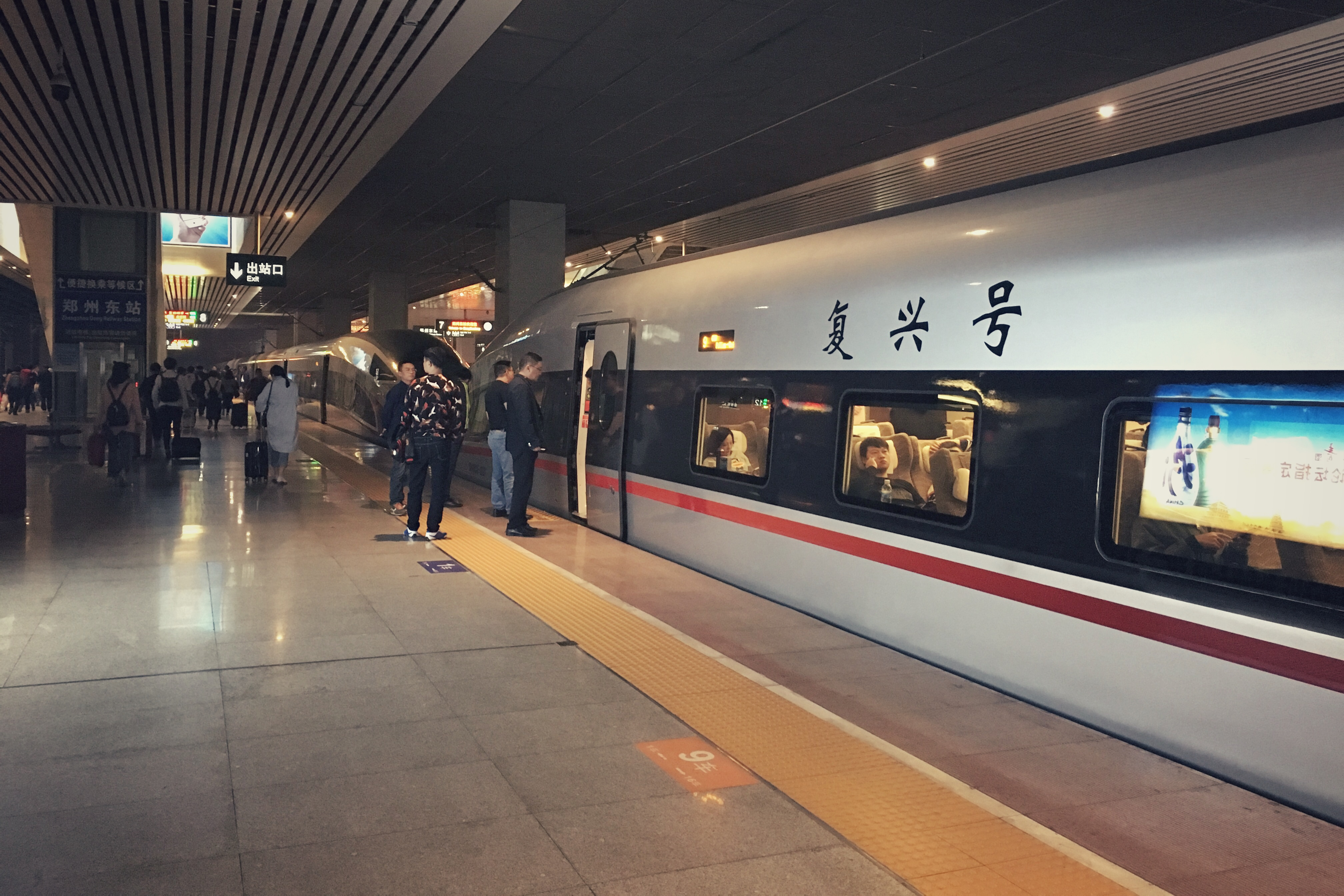
复兴号CR400AF型电力动车组车身上的新魏体“复兴号”三字

新魏体由书法家陈禄渊于20世纪40年代末在北魏碑刻书法的基础上创造，这种字体因首次出现于上海北站而被称为“铁路体”、“火车体”，1953年进入上海站（老北站）的周华金在陈禄渊的影响下也开始研究北魏碑刻，后来陈禄渊被迫于1957年离开上海，周华金开始在车站书写各类标语、告示，使这种源于魏碑的字体广为人知。1964年，上海出版社提出把周华金的字体做成字帖出版，编辑曾与周华金讨论该字体是否可称为“新魏碑体”，但周以他的字不是碑刻为由没有同意“新魏碑体”的称呼，编辑最终以“根基来自魏碑却有创新”之意将这种字体称为“新魏体”。
1973年，上海字模一厂开始开发印刷新魏体，在数名擅长新魏体书写的人中投票选择了韩飞青，韩遂被调到字模厂书写新魏体字模，1974年完成合计4050个字的字稿，而当时周华金已被邀请到文字六〇五厂书写另一套字模，但最终六〇五厂的字模未能推向社会，韩飞青书写的新魏体经过标准化后成为现在常用的汉字印刷字体。计算机字体产品包括华文新魏、方正魏碑等。

### 北魏真書
上世紀的香港招牌多延請歐建公等書法家書寫，稱之為「北魏真書」。以此種書體的招牌在香港舊區隨處可見，近年本土文化復興思潮中又興起了一番熱潮。例如專著《霓虹黯色》及《香港北魏真書》等書出版，或爆北魏體及北魏真書體等電腦字體創設。